# Hauptstraße (Film)
Hauptstraße ist ein spanisch-französischer Spielfilm aus dem Jahre 1956 von Juan Antonio Bardem mit der Hollywood-Schauspielerin Betsy Blair in der weiblichen Hauptrolle.

## Handlung
Die Hauptstraße einer Kleinstadt, irgendwo in der spanischen Provinz ist der Schauplatz der Handlung. Isabella ist das, was man gemeinhin ein „spätes Mädchen“ nennt, eine, wie sie sagen, „vertrocknete, alte Jungfer“. Sie stammt aus gutem Hause, wo junge Frauen im Franco-Spanien der 1950er Jahre selbstverständlich nicht arbeiten gehen, sondern wie es, wie man sagt, „gute Sitte“ ist, auf den Mann ihres Lebens warten, um geheiratet zu werden. Nun ist Isabella bereits 35 Jahre alt und der Mann ihrer Träume will und will einfach nicht auf der Bildfläche erscheinen. Aus der einst jungen Frau ist eine zutiefst frustrierte „graue Maus“ geworden. Eines Tages taucht ein junger Galan namens Juan auf. Er ist gutaussehend und als Beamter jüngst in diese Stadt versetzt worden. Isabella verliebt sich sofort in ihn und meint zu erkennen, dass er ihre Gefühl erwidere. In diesem Glauben blüht sie von Tag zu Tag immer mehr auf.
Doch ihre Mutmaßungen basieren auf einer Täuschung. Juan spielt nur mit ihr. Ein böses Spiel, das sich die jungen Männer dieser Stadt, zu denen sich auch Juan gesellt hat, ausgedacht haben. Beim alljährlich stattfindenden „Großen Ball“ soll die Bombe platzen und Isabella gnadenlos vorgeführt werden. Die jungen Leute halten ihre miese Idee für einen Riesenspaß. Eines Tages besucht Federico Rivas seinen Freund Juan, erfährt von dem unmenschlichen Plan – und ist entsetzt. Er bedrängt Juan massiv und macht ihm klar, dass er Isabella unbedingt die Wahrheit sagen müsse. Doch dieser ist zu feige dazu. Zu allem Überfluss beginnt Juan tatsächlich etwas für diese Frau zu empfinden. Doch weder traut er sich, Isabella wegen dieses Sachverhaltes unter die Augen zu treten, noch weiter mit seinen Kumpels von der Hauptstraße abzuhängen, da er deren messerscharfen Spott fürchtet.
Am Vorabend der großen Festivität, auf der Isabella der Lächerlichkeit preisgegeben werden soll, reist er daher ab, um sich jeder Verantwortung bereits im Vorfeld zu entziehen. Während Isabella voller Vorfreude dabei hilft, den Ballsaal festlich auszuschmücken, entscheidet sich Federico dafür, Juans Job zu übernehmen und sagt ihr die Wahrheit über das böse Spiel Juans und dessen Kumpels. Isabella erleidet einen Schock und bricht zusammen. Federico bietet ihr selbstlos an, ihn nach Madrid zu begleiten, um dort ihr Leben neu zu ordnen, doch auch dafür fehlt der menschlich zutiefst Enttäuschten einfach die Kraft.

## Produktion
Die Dreharbeiten zu Hauptstraße wurden in Palencia begonnen. Als plötzlich der als regimekritisch geltende Bardem inmitten der Dreharbeiten verhaftet und für 15 Tage weggesperrt wurde, musste die Arbeit am Film unterbrochen werden. Nach Bardems Entlassung zog man weiter nach Cuenca und Logroño, wo der Film zu Ende gedreht wurde. Die filmtitelgebende Hauptstraße ist in Wirklichkeit die Calle Portales Logroños mit dem sich daran anschließenden Marktplatz.
Der Film wurde am 5. Dezember 1956 in Madrid uraufgeführt. Die deutsche Erstaufführung fand am 4. Oktober 1957 in der DDR statt. In der Bundesrepublik Deutschland lief der Film am 14. November 1958 an. 

## Auszeichnungen
- 1956: FIPRESCI-Preis für Bardem, der auch für den Goldenen Löwen nominiert war. Bardems Inszenierung erhielt den New Cinema Award, Betsy Blair auf demselben Filmfestspielen eine lobende Erwähnung.
- 1957: Sant Jordi-Preis an Bardem für den Besten spanischen Film sowie den Spezialpreis für den Regisseur.
- 1958: Die Evangelische Filmgilde kürte den Film im November zum Film des Monats

## Kritiken
Reclams Filmführer schrieb zu „Hauptstraße“: „Nachdem Bardem in Muerte de un ciclista das Leben in der Großstadt kritisch geschildert hatte, gibt er hier eine Bestandsaufnahme der Kleinstadt. (…) Calle mayor hat gleichsam zwei Bezugspunkte: Im Schicksal Isabellas kritisiert Bardem den Muff alter Traditionen, die den Frauen das eigene Leben verwehren; das grausame Spiel der jungen Leute, die Fellinis Vitelloni vergleichbar sind, dekuvriert die hoffnungslose gesellschaftliche und wirtschaftliche Rückständigkeit der spanischen Provinz. Das alles wird im Stil eines realistischen Kammerspiels unaufdringlich, aber unübersehbar deutlich, wobei neben dem Spiel von Betsy Blair besonders die gleichsam beiläufigen Beobachtungen in den kleinen Kneipen und auf den Straßen, bei den eintönigen Unterhaltungen der jungen Männer überzeugen.“
Kay Wenigers Das große Personenlexikon des Films schrieb in Bardems Biografie: „Mitte der 50er Jahre landete er gleich zwei internationale Erfolge, die das Rénommé des spanischen Films und Bardems Ruhm begründeten: "Der Tod eines Radfahrers" war eine für diese (Franco-)Zeiten gewagte, beißende Bestandsaufnahme des großstädtischen, spanischen Bürgertums, die in Bardems Film von Heuchelei und Feigheit geprägt ist; "Hauptstraße" wiederum reflektierte ähnliche, menschliche Charaktereigenschaften im Kleinstadtmilieu. Seitdem gilt Bardem als kühler, analytisch-scharfer Chronist der spanischen Gegenwartsgesellschaft.“
Das Handbuch V der Katholischen Filmkritik befand: „Junge Müßiggänger einer spanischen Kleinstadt spielen einem ältlichen Fräulein einen grausamen Streich. Die von ihnen ausgeheckte Liebesintrige dient dem international preisgekrönten Film auf indirekte Weise zur Bekräftigung des Gebotes christlicher Nächstenliebe.“
Halliwell‘s Film Guide charakterisierte den Film wie folgt: „Interesting but unattractive and certainly unconvincing little comedy-drama, rather too obviously styled for its American star after her success in Marty.“
Das Lexikon des internationalen Films urteilte: „Der Film behandelt eindrucksvoll sowohl psychologische Probleme des Individuums als auch die Probleme der spanischen Gesellschaft zur Zeit des Franco-Regimes, wobei er, eher indirekt, zu einem eindrucksvollen Plädoyer für die Nächstenliebe wird.“